# 10313 Ванесса-Мей
10313 Ванесса-Мей (10313 Vanessa-Mae) — астероїд головного поясу, відкритий 26 серпня 1990 року.
Тіссеранів параметр щодо Юпітера — 3,584.
Названо на честь Ванесси Мей всесвітньо відомої британської скрипальки.